# Clypearia humeralis
Clypearia humeralis är en getingart som beskrevs av Richards 1978. Clypearia humeralis ingår i släktet Clypearia och familjen getingar. Inga underarter finns listade i Catalogue of Life.